# Miasto Novigrad
Miasto Novigrad (chorw. Grad Novigrad) – jednostka administracyjna w Chorwacji, w żupanii istryjskiej. W 2011 roku liczyła 4345 mieszkańców.